# Donald Worster

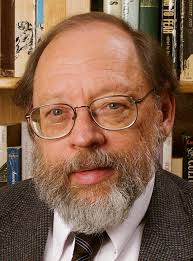
Donald Worster

Donald E. Worster (* 1941) ist ein US-amerikanischer Historiker, der auf den Gebieten Umweltgeschichte und Geschichte des amerikanischen Westens lehrt und forscht.
Worster schloss sein Studium an der University of Kansas 1963 mit einem Bachelor of Arts und 1964 mit einem Master of Arts ab. Er setzte seine Studien an der Yale University fort, wo er 1970 den Grad eines Master of Philosophy und 1971 den eines Doctor of Philosophy erhielt. Ab 1989 lehrte und forschte er als Joyce and Elizabeth Hall Professor of U.S. History am Department of History der University of Kansas. Worster gilt als einer der Gründer der amerikanischen Umweltgeschichte.
Nach seiner Emeritierung lehrt er an der Chinesischen Volksuniversität in Peking und war bereits zweimal Fellow am Rachel Carson Center for Environment and Society in München.
Worster wurde 2009 in die American Academy of Arts and Sciences berufen, drei seiner Bücher waren für den Pulitzer-Preis nominiert. 1980 erhielt er den Bancroft-Preis für sein Buch Dust Bowl: The Southern Plains in the 1930s und 2002 wurde er für seine Biographie von John Wesley Powell mit dem Henry Adams Prize ausgezeichnet. Ein Guggenheim-Stipendium erhielt Worster 1981. Die Illinois Wesleyan University und die University of Stirling verliehen ihm die Ehrendoktorwürde.

## Publikationen (Auswahl)
- A Passion for Nature: The Life of John Muir, Oxford University Press, 2008, Paperback 2011: ISBN 0-19-978224-5
- Under Western Skies: Nature and History in the American West, Oxford University Press, 2008, ISBN 0-19-508671-6 (Reprint)
- A River Running West: The Life of John Wesley Powell, Oxford University Press, 2001.
- An Unsettled Country: Changing Landscapes of the American West (1994), ISBN 0-8263-1481-3
- The Wealth of Nature: Environmental History and the Ecological Imagination  (1993), ISBN 0-19-507624-9
- Rivers of Empire: Water, Aridity, and the Growth of the American West, Oxford University Press, 1992, ISBN 0-19-507806-3
- Nature's Economy: A History of Ecological Ideas (1977), ISBN 0-87156-197-2
- Dust Bowl: The Southern Plains in the 1930s (1979), ISBN 0-19-502550-4